# 沉思者
《沉思者》（法語：Le Penseur）是一座由奧古斯特·羅丹創作的青銅雕塑，通常放置在石座上。該雕塑描繪了一個坐在岩石上的壯碩的裸體男性形象。他俯着身、右手肘放在左大腿上，右手背支撐着下巴、顯露着一種深思、沉思的姿勢，雕像經常被用作代表哲學的形象。
羅丹將這個雕像構思為他1880年受委託創作的作品《地獄之門》的一部分，第一件為人熟知的《沉思者》製作於 1904 年，現在在巴黎的羅丹博物館展出。此外還有27件已知的全尺寸鑄件，其中雕像高約185厘米（73英寸），但並非所有鑄件都是在羅丹生前並在他的監督下製作的。還有其他各種版本，如石膏版本、各種尺寸的研究版本和死後翻製鑄件。

## 雕刻

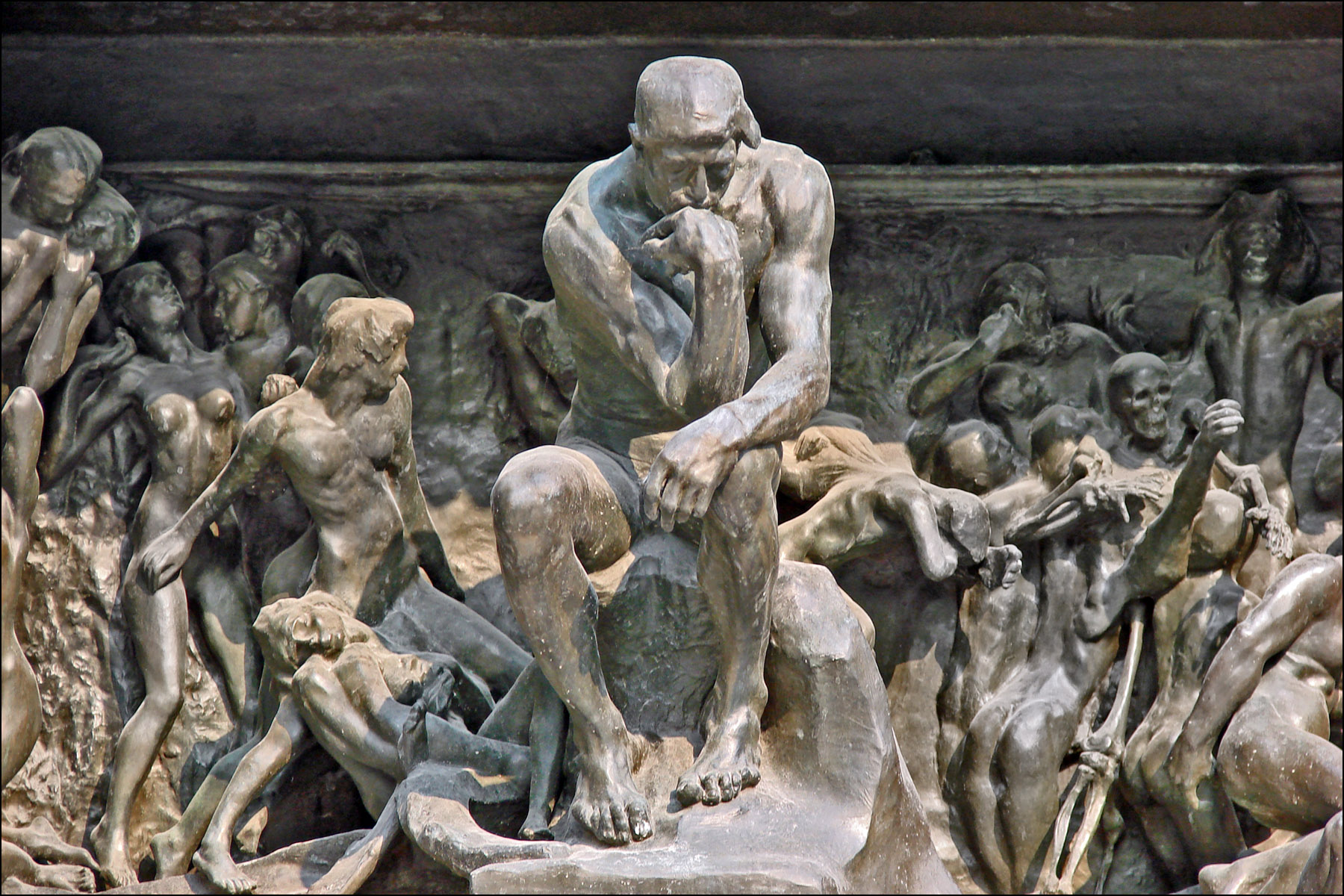
《地獄之門》的门饰群雕

雕像最初的名字为“诗人”（The Poet），是罗丹受裝飾藝術博物館之托为其门饰所设计的群雕的一部分，其主题灵感来源于诗人但丁《神曲》中的“地狱篇”，罗丹给该群雕命名为《地獄之門》，取意“从我这里走进苦恼之城，从我这里走进罪恶之渊，你们走进来的，把一切的希望抛在后面。”该群雕共塑造186个痛苦群体，每一座雕像都分别代表该史诗中的一个人物形象，分别表现出人物的情欲、恐惧、痛苦、理想、希望、幻灭和死亡等感情。后来其中的几个雕像分别独立出来，包括了《沉思者》、《三个影子》、《接吻》等。作为独立出来的《沉思者》雕像最初所要描述的是伟大诗人但丁在地狱之门前构思诗句。
大约于1880年，罗丹用石膏制作出了第一版比例较小的《沉思者》，第一座较大的、用銅铸造的《沉思者》则于1902年完成，但直至1904年才对外展示。1906年，在罗丹的追随者的组织下搬至先贤祠面前，后于1922年移至比隆府邸，即后来的罗丹美术馆。

## 寓喻

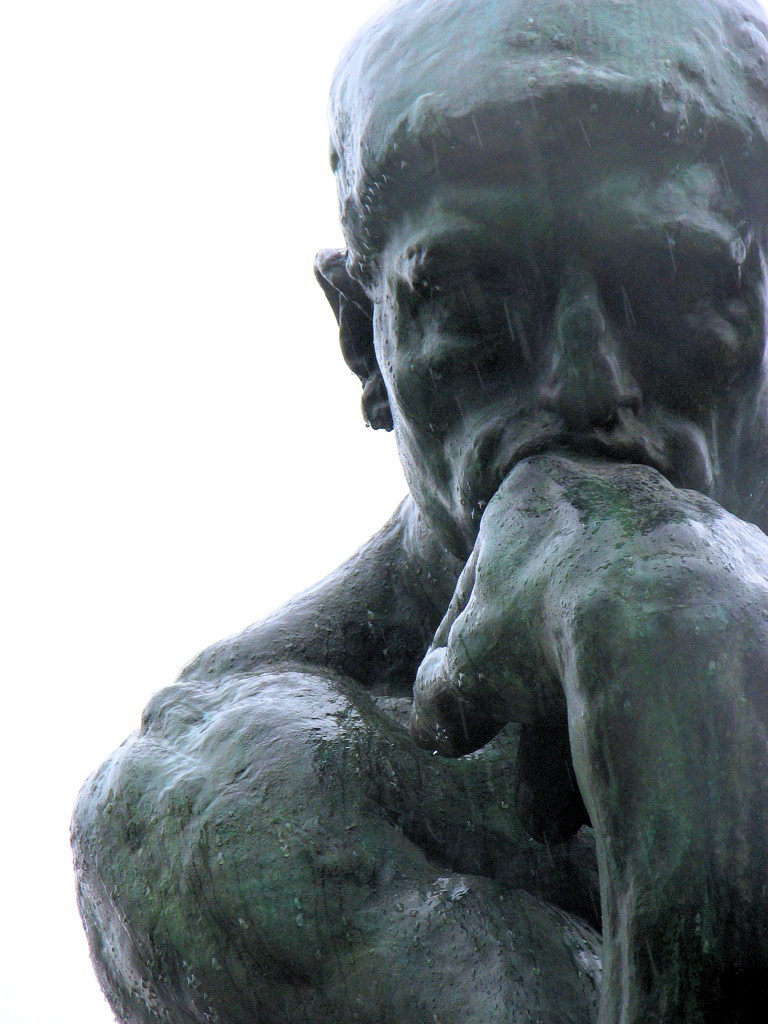
细部表情。

《沉思者》采用了现实主义手法来表达了人文主义精神。雕像人物俯首而坐，把右肘放在左膝上，手托着下巴和嘴唇，目光下视，表情痛苦地陷入深思、冥想之中。罗丹用此形象来象征诗人但丁，也象征罗丹自己，甚至全人类，该雕像表达了但丁对地狱中的种种罪恶以及目前眼下的人间悲剧进行思考，在对人类表示同情与爱惜的同时，内心也隐藏着苦闷以及强烈的思想矛盾。而前额与眉弓突出但双目下凹以致出现黑影、加上压弯的肋骨和紧张的肌肉、紧收的小腿肌腱以及痉挛弯曲的脚趾则体现出人物内心的極度压抑和隐藏的痛苦。
对于为何人物形象以裸体出现，概因罗丹想以米开朗基罗英雄式的艺术形象来表达智慧与诗意，他解析道：“一个人的形象和姿态必然显露出他心中的情感，形体表达内在精神。对于懂得这样看法的人，裸体是最具有丰富意义的。”相对于罗丹的其他的雕像作品，沉思者被认作主观能动性的寓喻而被广泛认知，也被世界各地广泛的运用。

## 複製品
目前全世界有46座《沉思者》，前21座為羅丹親翻，後25座則是羅丹基金會於1998年翻製。這批經由羅丹石膏原模鑄造的紀念碑式《沉思者》，也是世上僅存的一批大型羅丹沉思者，已獲得法國政府官方認證。
台灣共有3座翻製《沉思者》作品，一座位於臺南奇美博物館（編號10/25），一座位于台中亞洲大學的亞大現代美術館（編號18/25），一座位於新竹國立清華大學學習資源中心（編號25/25）。
大陆的中央美术学院、广州大剧院、上海图书馆、长春世界雕塑公园也都有翻製《沉思者》作品。

## 外部連結
- The "Penseur", a poem by Philadelphia poet Florence Earle Coates at Wikisource
- Rodin: The B. Gerald Cantor Collection （页面存档备份，存于）, a full text exhibition catalog from The Metropolitan Museum of Art, which contains material on The Thinker
- Link to The Thinker （页面存档备份，存于） at the official Web site of the Musée Rodin.
- The Thinker Inspiration, Analysis and Critical Reception （页面存档备份，存于）
- The Thinker project Archive.today的存檔，存档日期2012-09-06, Munich. Discussion of the history of the many casts of this artwork.
- The Thinker, Iris & B. Gerald Cantor Center for Visual Arts at Stanford University, Object Number 1988.106, bronze cast No. 10, edition of 12.
- Auguste Rodin and The Thinker （页面存档备份，存于）, the story behind his most iconic sculpture of all time at biography.com.